# Auzouville-Auberbosc
Auzouville-Auberbosc ist eine Commune déléguée in der französischen Gemeinde Terres-de-Caux mit 306 Einwohnern (Stand: 1. Januar 2022) im Département Seine-Maritime in der Region Normandie.
Die Gemeinde Auzouville-Auberbosc wurde am 1. Januar 2017 mit Bennetot, Bermonville, Fauville-en-Caux, Ricarville, Saint-Pierre-Lavis und Sainte-Marguerite-sur-Fauville zur Commune nouvelle Terres-de-Caux zusammengeschlossen. Sie hat seither den Status einer Commune déléguée. Die Gemeinde Auzouville-Auberbosc gehörte zum Kanton Saint-Valery-en-Caux.
Der Ort liegt etwa 33 Kilometer nordöstlich von Le Havre.
| Bevölkerungsentwicklung   | Bevölkerungsentwicklung | Bevölkerungsentwicklung | Bevölkerungsentwicklung | Bevölkerungsentwicklung | Bevölkerungsentwicklung | Bevölkerungsentwicklung | Bevölkerungsentwicklung | Bevölkerungsentwicklung |
| ------------------------- | ----------------------- | ----------------------- | ----------------------- | ----------------------- | ----------------------- | ----------------------- | ----------------------- | ----------------------- |
| Jahr                      | 1962                    | 1968                    | 1975                    | 1982                    | 1990                    | 1999                    | 2006                    | 2013                    |
| Einwohner                 | 230                     | 187                     | 179                     | 202                     | 258                     | 258                     | 262                     | 303                     |
| Quelle: Cassini und INSEE |                         |                         |                         |                         |                         |                         |                         |                         |

## Sehenswürdigkeiten
- Kirche Saint-Léger in Auzouville aus dem 16. Jahrhundert.
- Kirche Saint-Léger in Auberbosc aus dem 11. Jahrhundert
- altes Herrenhaus